# Madagaskarsparvhök
Madagaskarsparvhök (Accipiter madagascariensis) är en fågel i familjen hökar. Den förekommer endast på Madagaskar. Arten är fåtalig och minskar i antal. IUCN listar den som nära hotad.

## Utseende
Madagaskarsparvhöken är en liten till medelstor (29–42 cm) hök med liten näbb, korta rundade vingar och en medellång mörkbandad stjärt. Benen och fötterna är tydligt långa, framför allt tårna. Ovansidan är mörkt brungrå, hos hanen något blåare, med fint men tättbandad ljus undersida, förutom strupen som är fint svartstreckad. Undre stjärttäckarna är vita. Ungfåglar är bruna på ryggen, med lodräta streck och fläckar på den ljusa undersidan. De är mycket lika madagaskarduvhökens ungfåglar, men är mycket mindre med längre tår.

## Utbredning och systematik
Fågeln förekommer som namnet avslöjar på Madagaskar. Den behandlas som monotypisk, det vill säga att den inte delas in i några underarter. Genetiska studier visar att den står nära ovambosparvhöken (Accipiter ovampensis).

## Levnadssätt
Madagaskarsparvhöken hittas i regnskog i öst, i lövskog i väst och i taggskog i sydväst, upp till 1500 meters höjd. Den ses endast sällan i områden påverkade av människan. Fågeln livnär sig huvudsakligen av småfåglar, men även grodor, paddor och reptiler. Den lägger tre ägg i november, i ett bo av kvistar högt uppe i ett träd.

## Status och hot
Madagaskarsparvhöken är en fåtalig fågel, med en uppskattad världspopulation på endast mellan 3300 och 6700 vuxna individer. Den tros dessutom minska i antal till följd av habitatförlust och degradering av dess levnadsmiljö. Internationella naturvårdsunionen IUCN kategoriserar därför arten som nära hotad.